# Вдовенков, Василий Степанович
Василий Степанович Вдовенков (25 марта 1892 — 21 июля 1917) —  русский военный лётчик, подпоручик, участник Первой мировой войны, кавалер Георгиевского оружия (1916).

## Биография
Василий Вдовенко родился 25 марта 1892 года в семье личных почётных граждан, уроженец Донской области, старообрядец. Студент Московского коммерческого института, в 1914 г. поступил в Московскую авиационную шкоду Общества воздухоплавания и, окончив её в 1915 г., отправился на фронт. Военный летчик Всероссийского (Гвардейского) авиационного отряда, прапорщик. За боевые отличия награждён Георгиевским оружием и орденами до св. Владимира 4 ст. включительно. В г. Москву прибыл с фронта, на Всероссийский авиационный съезд в качестве делегата от своего отряда. Разбился во время публичных полетов на Ходынском поле в день праздника авиации. Погребен 22.07.I9I7 г.

## Награды
Василий Степанович Вдовенков был пожалован следующими наградами:
- Георгиевское оружие (Высочайший приказ от 26 ноября 1916)
— «за то, что во время дальней воздушной разведки 28-го августа 1915 г., произведенной при неблагоприятных атмосферных условиях и под столь сильным артиллерийским огнем на обратном пути, что иногда приходилось пролетать через дымки разрывов, обнаружил две пехотные колонны, одну протяжением около 8-ми верст, другую около 7-ми верст, движущихся на восток; сведения о подходе этих больших колонн неприятеля, впоследствии вполне подтвердившиеся, были своевременно доставлены в штаб армии и в штаб корпуса, что повлияло на успешный ход дальнейших операций»;
- Орден Святого Владимира 4-й степени с мечами и бантом;
- Орден Святой Анны 3-й степени с мечами и бантом (Приказ по Особой армии № 449 от 6 мая 1917)
- Орден Святой Анны 4-й степени с надписью «За храбрость» (Высочайший приказ от 15 декабря 1916);
- Орден Святого Станислава 3-й степени с мечами и бантом;